# PRIDE Critical Countdown 2005
PRIDE Critical Countdown 2005 fue un evento de artes marciales mixtas producido por PRIDE Fighting Championships, celebrado el 26 de junio de 2005 en el Saitama Super Arena de Saitama.

## Resultados
1. ↑  Cuartos de Final del PRIDE Grand Prix de Peso Medio de 2005.
2. ↑  Cuartos de Final del PRIDE Grand Prix de Peso Pesado de 2005.
3. ↑  Cuartos de Final del PRIDE Grand Prix de Peso Pesado de 2005.
4. ↑  Cuartos de Final del PRIDE Grand Prix de Peso Pesado de 2005.

## Cuadro de desarrollo
|  | Ronda Inaugural Total Elimination (23 de abril) | Ronda Inaugural Total Elimination (23 de abril) | Ronda Inaugural Total Elimination (23 de abril) |                  |                             | Cuartos de final Critical Countdown (26 de junio) | Cuartos de final Critical Countdown (26 de junio) | Cuartos de final Critical Countdown (26 de junio) |  |                             | Semifinales Final Conflict (28 de agosto) | Semifinales Final Conflict (28 de agosto) | Semifinales Final Conflict (28 de agosto) |  |  | Final Final Conflict (28 de agosto) | Final Final Conflict (28 de agosto) | Final Final Conflict (28 de agosto) |  |
|  |                                                 |                                                 |                                                 |                  |                             |                                                   |                                                   |                                                   |  |                             |                                           |                                           |                                           |  |  |                                     |                                     |                                     |  |
|  |                                                 |                                                 |                                                 |                  |                             |                                                   |                                                   |                                                   |  |                             |                                           |                                           |                                           |  |  |                                     |                                     |                                     |  |
|  | Bandera de Japón                                | Kazushi Sakuraba                                | KO                                              |                  |                             |                                                   |                                                   |                                                   |  |                             |                                           |                                           |                                           |  |  |                                     |                                     |                                     |  |
|  | Bandera de Japón                                | Kazushi Sakuraba                                | KO                                              |                  |                             |                                                   |                                                   |                                                   |  |                             |                                           |                                           |                                           |  |  |                                     |                                     |                                     |  |
|  | Bandera de Corea del Sur                        | Yoon Dong-sik                                   | 0:38                                            |                  |                             |                                                   |                                                   |                                                   |  |                             |                                           |                                           |                                           |  |  |                                     |                                     |                                     |  |
|  | Bandera de Corea del Sur                        | Yoon Dong-sik                                   | 0:38                                            |                  | Bandera de Japón            | Kazushi Sakuraba                                  | 15:00                                             |                                                   |  |                             |                                           |                                           |                                           |  |  |                                     |                                     |                                     |  |
|  |                                                 |                                                 |                                                 |                  | Bandera de Japón            | Kazushi Sakuraba                                  | 15:00                                             |                                                   |  |                             |                                           |                                           |                                           |  |  |                                     |                                     |                                     |  |
|  |                                                 |                                                 | Bandera de Brasil                               | Ricardo Arona    | TKO                         |                                                   |                                                   |                                                   |  |                             |                                           |                                           |                                           |  |  |                                     |                                     |                                     |  |
|  | Bandera de Brasil                               | Ricardo Arona                                   | Bandera de Brasil                               | Ricardo Arona    | TKO                         | UD                                                |                                                   |                                                   |  |                             |                                           |                                           |                                           |  |  |                                     |                                     |                                     |  |
|  | Bandera de Brasil                               | Ricardo Arona                                   |                                                 |                  |                             |                                                   |                                                   |                                                   |  |                             |                                           |                                           |                                           |  |  |                                     |                                     |                                     |  |
|  | Bandera de Estados Unidos                       | Dean Lister                                     | 20:00                                           |                  |                             |                                                   |                                                   |                                                   |  |                             |                                           |                                           |                                           |  |  |                                     |                                     |                                     |  |
|  | Bandera de Estados Unidos                       | Dean Lister                                     | 20:00                                           |                  |                             |                                                   |                                                   |                                                   |  | Bandera de Brasil           | Ricardo Arona                             |                                           |                                           |  |  |                                     |                                     |                                     |  |
|  |                                                 |                                                 |                                                 |                  |                             |                                                   |                                                   |                                                   |  | Bandera de Brasil           | Ricardo Arona                             |                                           |                                           |  |  |                                     |                                     |                                     |  |
|  |                                                 |                                                 | Bandera de Brasil                               | Wanderlei Silva  |                             |                                                   |                                                   |                                                   |  |                             |                                           |                                           |                                           |  |  |                                     |                                     |                                     |  |
|  | Bandera de Japón                                | Kazuhiro Nakamura                               | Bandera de Brasil                               | Wanderlei Silva  | UD                          |                                                   |                                                   |                                                   |  |                             |                                           |                                           |                                           |  |  |                                     |                                     |                                     |  |
|  | Bandera de Japón                                | Kazuhiro Nakamura                               |                                                 |                  |                             |                                                   |                                                   |                                                   |  |                             |                                           |                                           |                                           |  |  |                                     |                                     |                                     |  |
|  | Bandera de Estados Unidos                       | Kevin Randleman                                 | 20:00                                           |                  |                             |                                                   |                                                   |                                                   |  |                             |                                           |                                           |                                           |  |  |                                     |                                     |                                     |  |
|  | Bandera de Estados Unidos                       | Kevin Randleman                                 | 20:00                                           |                  | Bandera de Japón            | Kazuhiro Nakamura                                 | 5:24                                              |                                                   |  |                             |                                           |                                           |                                           |  |  |                                     |                                     |                                     |  |
|  |                                                 |                                                 |                                                 |                  | Bandera de Japón            | Kazuhiro Nakamura                                 | 5:24                                              |                                                   |  |                             |                                           |                                           |                                           |  |  |                                     |                                     |                                     |  |
|  |                                                 |                                                 | Bandera de Brasil                               | Wanderlei Silva  | TKO                         |                                                   |                                                   |                                                   |  |                             |                                           |                                           |                                           |  |  |                                     |                                     |                                     |  |
|  | Bandera de Brasil                               | Wanderlei Silva                                 | Bandera de Brasil                               | Wanderlei Silva  | TKO                         | DD                                                |                                                   |                                                   |  |                             |                                           |                                           |                                           |  |  |                                     |                                     |                                     |  |
|  | Bandera de Brasil                               | Wanderlei Silva                                 |                                                 |                  |                             |                                                   |                                                   |                                                   |  |                             |                                           |                                           |                                           |  |  |                                     |                                     |                                     |  |
|  | Bandera de Japón                                | Hidehiko Yoshida                                | 20:00                                           |                  |                             |                                                   |                                                   |                                                   |  |                             |                                           |                                           |                                           |  |  |                                     |                                     |                                     |  |
|  | Bandera de Japón                                | Hidehiko Yoshida                                | 20:00                                           |                  |                             |                                                   |                                                   |                                                   |  |                             |                                           | Bandera de ?                              |                                           |  |  |                                     |                                     |                                     |  |
|  |                                                 |                                                 |                                                 |                  |                             |                                                   |                                                   |                                                   |  |                             |                                           |                                           |                                           |  |  |                                     |                                     |                                     |  |
|  |                                                 |                                                 | Bandera de ?                                    |                  |                             |                                                   |                                                   |                                                   |  |                             |                                           |                                           |                                           |  |  |                                     |                                     |                                     |  |
|  | Bandera de los Países Bajos                     | Alistair Overeem                                | SUB                                             |                  |                             |                                                   |                                                   |                                                   |  |                             |                                           |                                           |                                           |  |  |                                     |                                     |                                     |  |
|  | Bandera de los Países Bajos                     | Alistair Overeem                                | SUB                                             |                  |                             |                                                   |                                                   |                                                   |  |                             |                                           |                                           |                                           |  |  |                                     |                                     |                                     |  |
|  | Bandera de Brasil                               | Vitor Belfort                                   | 9:36                                            |                  |                             |                                                   |                                                   |                                                   |  |                             |                                           |                                           |                                           |  |  |                                     |                                     |                                     |  |
|  | Bandera de Brasil                               | Vitor Belfort                                   | 9:36                                            |                  | Bandera de los Países Bajos | Alistair Overeem                                  | SUB                                               |                                                   |  |                             |                                           |                                           |                                           |  |  |                                     |                                     |                                     |  |
|  |                                                 |                                                 |                                                 |                  | Bandera de los Países Bajos | Alistair Overeem                                  | SUB                                               |                                                   |  |                             |                                           |                                           |                                           |  |  |                                     |                                     |                                     |  |
|  |                                                 |                                                 | Bandera de Ucrania                              | Igor Vovchanchyn | 1:20                        |                                                   |                                                   |                                                   |  |                             |                                           |                                           |                                           |  |  |                                     |                                     |                                     |  |
|  | Bandera de Ucrania                              | Igor Vovchanchyn                                | Bandera de Ucrania                              | Igor Vovchanchyn | 1:20                        | UD                                                |                                                   |                                                   |  |                             |                                           |                                           |                                           |  |  |                                     |                                     |                                     |  |
|  | Bandera de Ucrania                              | Igor Vovchanchyn                                |                                                 |                  |                             |                                                   |                                                   |                                                   |  |                             |                                           |                                           |                                           |  |  |                                     |                                     |                                     |  |
|  | Bandera de Japón                                | Yuki Kondo                                      | 20:00                                           |                  |                             |                                                   |                                                   |                                                   |  |                             |                                           |                                           |                                           |  |  |                                     |                                     |                                     |  |
|  | Bandera de Japón                                | Yuki Kondo                                      | 20:00                                           |                  |                             |                                                   |                                                   |                                                   |  | Bandera de los Países Bajos | Alistair Overeem                          |                                           |                                           |  |  |                                     |                                     |                                     |  |
|  |                                                 |                                                 |                                                 |                  |                             |                                                   |                                                   |                                                   |  | Bandera de los Países Bajos | Alistair Overeem                          |                                           |                                           |  |  |                                     |                                     |                                     |  |
|  |                                                 |                                                 | Bandera de Brasil                               | Maurício Rua     |                             |                                                   |                                                   |                                                   |  |                             |                                           |                                           |                                           |  |  |                                     |                                     |                                     |  |
|  | Bandera de Brasil                               | Antônio Rogério Nogueira                        | Bandera de Brasil                               | Maurício Rua     | UD                          |                                                   |                                                   |                                                   |  |                             |                                           |                                           |                                           |  |  |                                     |                                     |                                     |  |
|  | Bandera de Brasil                               | Antônio Rogério Nogueira                        |                                                 |                  |                             |                                                   |                                                   |                                                   |  |                             |                                           |                                           |                                           |  |  |                                     |                                     |                                     |  |
|  | Bandera de Estados Unidos                       | Dan Henderson                                   | 8:05                                            |                  |                             |                                                   |                                                   |                                                   |  |                             |                                           |                                           |                                           |  |  |                                     |                                     |                                     |  |
|  | Bandera de Estados Unidos                       | Dan Henderson                                   | 8:05                                            |                  | Bandera de Brasil           | Antônio Rogério Nogueira                          | 20:00                                             |                                                   |  |                             |                                           |                                           |                                           |  |  |                                     |                                     |                                     |  |
|  |                                                 |                                                 |                                                 |                  | Bandera de Brasil           | Antônio Rogério Nogueira                          | 20:00                                             |                                                   |  |                             |                                           |                                           |                                           |  |  |                                     |                                     |                                     |  |
|  |                                                 |                                                 | Bandera de Brasil                               | Maurício Rua     | UD                          |                                                   |                                                   |                                                   |  |                             |                                           |                                           |                                           |  |  |                                     |                                     |                                     |  |
|  | Bandera de Brasil                               | Maurício Rua                                    | Bandera de Brasil                               | Maurício Rua     | UD                          | KO                                                |                                                   |                                                   |  |                             |                                           |                                           |                                           |  |  |                                     |                                     |                                     |  |
|  | Bandera de Brasil                               | Maurício Rua                                    |                                                 |                  |                             |                                                   |                                                   |                                                   |  |                             |                                           |                                           |                                           |  |  |                                     |                                     |                                     |  |
|  | Bandera de Estados Unidos                       | Quinton Jackson                                 | 4:47                                            |                  |                             |                                                   |                                                   |                                                   |  |                             |                                           |                                           |                                           |  |  |                                     |                                     |                                     |  |
|  | Bandera de Estados Unidos                       | Quinton Jackson                                 | 4:47                                            |                  |                             |                                                   |                                                   |                                                   |  |                             |                                           |                                           |                                           |  |  |                                     |                                     |                                     |  |
|  |                                                 |                                                 |                                                 |                  |                             |                                                   |                                                   |                                                   |  |                             |                                           |                                           |                                           |  |  |                                     |                                     |                                     |  |